# Il Giallo Mondadori Sherlock
Il Giallo Mondadori Sherlock è una collana di narrativa gialla, pubblicata con cadenza mensile dalla Mondadori a partire da settembre 2014. È una collana parallela a quella classica de Il Giallo Mondadori, ed ha la caratteristica di ospitare solo romanzi o racconti apocrifi di Sherlock Holmes.

## Descrizione
I primi titoli usciti sono prevalentemente di autori anglosassoni, quali David Stuart Davies, Amy Thomas e Kieran McMullen, spesso mai stati tradotti in italiano. Sono però presenti anche romanzi ormai ritenuti dei "classici" della produzione apocrifa sherlockiana, come ad esempio La soluzione sette per cento di Nicholas Meyer oppure La Casa della Seta di Anthony Horowitz. Oltre ai romanzi, sono presenti anche alcune raccolte di racconti, anche di autori italiani.
In appendice ad ogni volume c'è una rubrica intitolata Sotto la lente di Sherlock comprendente sempre un contributo di Luigi Pachì, consulente editoriale di tale collana. A volte vi è anche qualche piccolo approfondimento da parte di altre persone, per esempio Luca Marrone. Infine, in qualche raro caso, compare un racconto.

## Elenco libri
| N.  | Autore | Titolo italiano                                                   | Data           | Titolo                                                                                     | Anno originale           |
| --- | --- | ----------------------------------------------------------------- | -------------- | ------------------------------------------------------------------------------------------ | ------------------------ |
| 1   | Phil Growick | Sherlock Holmes e il diario segreto del dottor Watson             | set 2014       | The Secret Journal of Dr Watson                                                            | 2012                     |
| 2   | J. M. Gregson | Sherlock Holmes e il mistero del golf club                        | ott 2014       | Sherlock Holmes and the Frightened Golfer                                                  | 1998                     |
| 3   | Anthony Horowitz | Sherlock Holmes: la Casa della Seta                               | nov 2014       | The House of Silk                                                                          | 2011                     |
| 4   | Phil Growick | La vendetta di Sherlock Holmes                                    | dic 2014       | The Revenge of Sherlock Holmes                                                             | 2014                     |
| 5   | John Hall | Sherlock Holmes al Raffles Hotel                                  | gen 2015       | Sherlock Holmes at the Raffles Hotel                                                       | 2008                     |
| 6   | David Stuart Davies                                                                                                  | Sherlock Holmes e l'affare Hentzau                                | feb 2015       | Sherlock Holmes and the Hentzau Affair                                                     | 1991                     |
| 7   | Jason Cooke | Sherlock Holmes e la congiura dell'oppio                          | mar 2015       | Sherlock Holmes and the Morphine Gambit                                                    | 2009                     |
| 8   | Lyndsay Faye | Sherlock Holmes: il mostro dell'East End                          | apr 2015       | Dust and Shadow                                                                            | 2009                     |
| 9   | Kieran McMullen | Sherlock Holmes: l'avventura afghana del dottor Watson            | mag 2015       | Watson's Afghan Adventure                                                                  | 2010                     |
| 10  | David Stuart Davies                                                                                                  | Sherlock Holmes e il Signore della Notte                          | giu 2015       | The Tangled Skein                                                                          | 1992                     |
| 11  | AA.VV. | Sherlock Holmes in America (parte prima)                          | lug 2015       | Sherlock Holmes in America                                                                 | 2009                     |
| 12  | AA.VV. | Sherlock Holmes in America (parte seconda)                        | ago 2015       | Sherlock Holmes in America                                                                 | 2009                     |
| 13  | David Britland | Sherlock Holmes e i delitti di Mayfair                            | set 2015       | Sherlock Holmes and the Mayfair Murders                                                    | 2011                     |
| 14  | Amy Thomas | Sherlock Holmes e la donna fatale                                 | ott 2015       | The Detective and the Woman                                                                | 2012                     |
| 15  | David Stuart Davies                                                                                                  | Sherlock Holmes e il caso del papiro egizio                       | nov 2015       | The Scroll of the Dead                                                                     | 1998                     |
| 16  | Kieran McMullen | Sherlock Holmes e i ribelli d’Irlanda                             | dic 2015       | Sherlock Holmes and the Irish Rebels                                                       | 2011                     |
| 17  | Dan Andriacco Kieran McMullen                                                                                        | Sherlock Holmes e gli omicidi del Boia                            | gen 2016       | The Amateur Executioner                                                                    | 2013                     |
| 18  | Warwick Downing | Sherlock Holmes: la vedova del Dartmoor                           | feb 2016       | The Widow of Dartmoor                                                                      | 2014                     |
| 19  | David Stuart Davies                                                                                                  | Sherlock Holmes e la peste di Londra                              | mar 2016       | The Shadow of the Rat                                                                      | 1999                     |
| 20  | Amy Thomas | Sherlock Holmes e il mistero del Sussex                           | apr 2016       | The Detective, the Woman and the Winking Tree                                              | 2013                     |
| 21  | Geri Schear | Sherlock Holmes: l'enigma di lady Beatrice                        | mag 2016       | A Biased Judgement                                                                         | 2014                     |
| 22  | Kieran McMullen | Sherlock Holmes: il mistero dell'oro boero                        | giu 2016       | Sherlock Holmes and the Mystery of the Boer Wagon                                          | 2012                     |
| 23  | David Stuart Davies                                                                                                  | Sherlock Holmes: il diabolico piano di Moriarty                   | lug 2016       | The Veiled Detective                                                                       | 2004                     |
| 24  | Amy Thomas | Sherlock Holmes: il mistero delle api avvelenate                  | ago 2016       | The Detective, the Woman and the Silent Hive                                               | 2014                     |
| 25  | Dan Andriacco Kieran McMullen                                                                                        | Sherlock Holmes e i segreti di Londra                             | set 2016       | The Poisoned Penman                                                                        | 2014                     |
| 26  | James Lovegrove | Sherlock Holmes: la leggenda del Barone Nero                      | ott 2016       | Sherlock Holmes - The Stuff of Nightmares                                                  | 2013                     |
| 27  | Kieran Lyne | Sherlock Holmes: il marchio del terrore                           | nov 2016       | The Last Confession of Sherlock Holmes                                                     | 2014                     |
| 28  | AA.VV. | Sherlock Holmes in Italia                                         | dic 2016       | Sherlock Holmes in Italia                                                                  | 2012                     |
| 29  | Daniel D. Victor | Sherlock Holmes: la misteriosa scomparsa del signor Crane         | gen 2017       | Sherlock Holmes and the Baron of Brede Place                                               | 2015                     |
| 30  | David Stuart Davies                                                                                                  | Sherlock Holmes: la promessa del Diavolo                          | feb 2017       | The Devil's Promise                                                                        | 2014                     |
| 31  | George Mann | Sherlock Holmes: lo scrigno dei segreti                           | mar 2017       | Sherlock Holmes: The Spirit Box                                                            | 2014                     |
| 32  | James Lovegrove | Sherlock Holmes: gli dei della guerra                             | apr 2017       | Sherlock Holmes - Gods of War                                                              | 2014                     |
| 33  | Nicholas Meyer | Sherlock Holmes: la soluzione sette per cento                     | mag 2017       | The Seven-Per-Cent Solution                                                                | 1974                     |
| 34  | Barrie Roberts | Sherlock Holmes: l'uomo venuto dall'inferno                       | giu 2017       | Sherlock Holmes and the Man from Hell                                                      | 1997                     |
| 35  | Barry S. Brown | Sherlock Holmes: indagine a New York per la signora Hudson        | lug 2017       | Mrs. Hudson in New York                                                                    | 2015                     |
| 36  | Geri Schear | Sherlock Holmes: il mistero dell'altra donna                      | ago 2017       | Sherlock Holmes and the Other Woman                                                        | 2015                     |
| 37  | Christopher James | Sherlock Holmes: il segreto degli elefanti di rubino              | set 2017       | Sherlock Holmes and the Adventure of the Ruby Elephants                                    | 2015                     |
| 38  | Daniel D. Victor | Sherlock Holmes: Baker Street, il lungo addio                     | ott 2017       | The Final Page of Baker Street                                                             | 2014                     |
| 39  | Paolo Lanzotti | Sherlock Holmes: la verità è un'ombra, Watson                     | nov 2017       | Sherlock Holmes: la verità è un'ombra, Watson                                              | 2017                     |
| 40  | Tim Symonds | Sherlock Holmes: il caso della spada di Osman                     | dic 2017       | Sherlock Holmes and the Sword of Osman                                                     | 2015                     |
| 41  | Richard T. Ryan | Sherlock Holmes: il segreto dei cammei vaticani                   | gen 2018       | The Vatican Cameos - A Sherlock Holmes Adventure                                           | 2016                     |
| 42  | Barrie Roberts | Sherlock Holmes: la regola del nove                               | feb 2018       | Sherlock Holmes and the Rule of Nine                                                       | 2003                     |
| 43  | Geri Schear | Sherlock Holmes: l'enigma Reichenbach                             | mar 2018       | Return to Reichenbach                                                                      | 2016                     |
| 44  | David Marcum | Sherlock Holmes: i delitti di Briley House                        | apr 2018       | Sherlock Holmes and a Quantity of Debt                                                     | 2016                     |
| 45  | Christopher James | Sherlock Holmes: il gioielliere di Firenze                        | mag 2018       | Sherlock Holmes and the Jeweller of Florence                                               | 2016                     |
| 46  | Petr Macek | Sherlock Holmes: il messaggero di Hitler                          | giu 2018       | Sherlock Holmes and Hitler's Messenger of Death                                            | 2017                     |
| 47  | Mark Sohn | Sherlock Holmes: l'assassino di Whitechapel                       | lug 2018       | Sherlock Holmes and the Whitechapel Murders: An Account of the Matter by John Watson, M.D. | 2017                     |
| 48  | Martin Davies | Sherlock Holmes: la Signora Hudson e la maledizione degli spiriti | ago 2018       | Mrs. Hudson and the Spirits' Curse                                                         | 2004                     |
| 49  | Tim Symonds | Sherlock Holmes: il sigillo dei nove draghi                       | set 2018       | Sherlock Holmes and the Nine-Dragon Sigil                                                  | 2016                     |
| 50  | Paul D. Gilbert | Sherlock Holmes: il ratto gigante di Sumatra                      | ott 2018       | Sherlock Holmes and the Giant Rat of Sumatra                                               | 2010                     |
| 51  | Enrico Solito | Sherlock Holmes e l'anello del Vaticano                           | nov 2018       |                                                                                            |                          |
| 52  | Martin Davies | Sherlock Holmes: la signora Hudson e la rosa del Malabar          | dic 2018       | Mrs Hudson and the Malabar Rose                                                            | 2005                     |
| 53  | Nicholas Meyer | Sherlock Holmes: orrore nel West End                              | gen 2019       | The West-End Horror                                                                        | 1976                     |
| 54  | Arthur Hall | Sherlock Holmes: il demone del crepuscolo                         | feb 2019       | The Demon of the Dusk: The rediscovered cases of Sherlock Holmes Book 1                    | 2013                     |
| 55  | Martin Davies | Sherlock Holmes: la signora Hudson e il testamento di Lazzaro     | mar 2019       | Mrs Hudson and the Lazarus Testament                                                       | 2015                     |
| 56  | Daniel D. Victor | Sherlock Holmes: il segreto del Thor Bridge                       | apr 2019       | Seventeen Minutes to Baker Street                                                          | 2016                     |
| 57  | David Stuart Davies                                                                                                  | Sherlock Holmes: lo spettro dello squartatore                     | mag 2019       | The Ripper Legacy                                                                          | 2016                     |
| 58  | Richard T. Ryan | Sherlock Holmes: la pietra del destino                            | giu 2019       | The Stone of Destiny: A Sherlock Holmes Adventure                                          | 2017                     |
| 59  | Tim Symonds | Sherlock Holmes: il caso del codice bulgaro                       | lug 2019       | Sherlock Holmes and the Case of the Bulgarian Codex                                        | 2012                     |
| 60  | Arthur Hall | Sherlock Holmes: l'ombra della gorgone                            | ago 2019       | The One Hundred per Cent Society: The Rediscovered Cases Of Sherlock Holmes Book 2         | 2017                     |
| 61  | Daniel D. Victor | Sherlock Holmes: attentato al Club Diogene                        | set 2019       | The Outrage at the Diogenes Club                                                           | 2016                     |
| 62  | Martinelli - Mezzabarba - Nava - Solito - Vesnaver - Voudì                                                           | Sherlock Holmes: donne, intrighi e indagini                       | ott 2019       | (raccolta di racconti)                                                                     |                          |
| 63  | Laurie R. King | Sherlock Holmes: l'isola della follia                             | novembre 2019  | Island of the Mad                                                                          | 2018                     |
| 64  | Barry S. Brown | Sherlock Holmes: la signora Hudson e i segreti di Parkerton Manor | dicembre 2019  | The Unpleasantness at Parkerton Manor                                                      | 2010                     |
| 65  | W. P. Lawler | Sherlock Holmes: il villaggio della morte                         | gennaio 2020   | Treachery in Torquai                                                                       | 2018                     |
| 66  | Amy Thomas | Sherlock Holmes: la leggenda del pirata                           | febbraio 2020  | The Detective, the Woman and the Pirate's Bounty                                           | 2019                     |
| 67  | James Moffett | Sherlock Holmes: la notte degli inganni                           | marzo 2020     | The Trials of Sherlock Holmes                                                              | 2017                     |
| 68  | Daniele Pisani | Sherlock Holmes e il furto della Gioconda                         | aprile 2020    |                                                                                            | 2020                     |
| 69  | M.J.H. Simmonds | Sherlock Holmes: il delitto impossibile                           | maggio 2020    | The Adventure of the Pigtail Twist                                                         | 2018                     |
| 70  | Richard T. Ryan | Sherlock Holmes: il culto che uccide                              | giugno 2020    | The Druid of Death                                                                         | 2018                     |
| 71  | Barry S. Brown | Sherlock Holmes: la signora Hudson e i crimini degli invincibili  | luglio 2020    | Mrs. Hudson and the Irish Invincibles                                                      | 2018                     |
| 72  | Paul Schullery | Sherlock Holmes: una minaccia per l'Impero                        | agosto 2020    | Diamond Jubilee: Sherlock Holmes, Mark Twain, and the Peril of the Empire                  | 2018                     |
| 73  | Nicholas Meyer | Sherlock Holmes: il fantasma di Parigi                            | settembre 2020 | The Canary Trainer: From the Memoirs of John H. Watson                                     | 1993                     |
| 74  | Daniel D. Victor | Sherlock Holmes: le ombre di San Pietroburgo                      | ottobre 2020   | Sherlock Holmes and the Shadows of St. Petersburg                                          | 2018                     |
| 75  | Barry S. Brown | Sherlock Holmes: la signora Hudson e il colpo fatale              | novembre 2020  | Mrs. Hudson in the Ring                                                                    | 2013                     |
| 76  | Jamyang Norbu | Il mandala di Sherlock Holmes                                     | dicembre 2020  | The Mandala of Sherlock Holmes                                                             | 1999                     |
| 77  | James Lovegrove | Sherlock Holmes e le ombre di Shadwell                            | gennaio 2021   | Sherlock Holmes and the Shadwell Shadows                                                   | 2016                     |
| 78  | Tim Symonds | Sherlock Holmes: il mistero della figlia di Einstein              | febbraio 2021  | Sherlock Holmes and the Mistery of Einstein's Daughter                                     | 2013                     |
| 79  | Luca Sartori | Sherlock Holmes: l'uomo che morì due volte                        | marzo 2021     |                                                                                            |                          |
| 80  | Arthur Hall | Sherlock Holmes: il filo rosso della morte                        | aprile 2021    | In Pursuit of the Dead: The Rediscovered Cases of Sherlock Holmes                          | 2019                     |
| 81  | Richard T. Ryan | Sherlock Holmes: Il mercante del terrore                          | maggio 2021    | The Merchant of Menace                                                                     | 2019                     |
| 82  | James Lovegrove | Sherlock Holmes e gli orrori del Miskatonic                       | giugno 2021    | Sherlock Holmes and the Miskatonic Monstrosities                                           | 2017                     |
| 83  | Daniel D. Victor | Sherlock Holmes: Le nebbie di Londra                              | luglio 2021    | Sherlock Holmes and The London Particular                                                  | 2019                     |
| 84  | Petr Macek | Sherlock Holmes: l'angelo della vendetta                          | agosto 2021    | Sherlock Holmes and the Adventure of the Cold-Served Revenge                               | 2014                     |
| 85  | David Stuart Davies                                                                                                  | Sherlock Holmes: strumento di morte                               | settembre 2021 | The Further Adventures of Sherlock Holmes: The Instrument of Death                         | 2019                     |
| 86  | Cristina Biglia-Francesco Calè-Roberto Guarnieri-Luca Martinelli-Antonella Mecenero-Lucio Nocentini-Roberto Vianello | Sherlock Holmes: indagini fuori Londra                            | ottobre 2021   |                                                                                            |                          |
| 87  | James Lovegrove | Sherlock Holmes e i diavoli marini del Sussex                     | novembre 2021  | Sherlock Holmes and the Sussex Sea-Devils                                                  | 2018                     |
| 88  | Paul D. Gilbert | Sherlock Holmes: l'empia trinità                                  | dicembre 2021  | Sherlock Holmes and the Unholy Trinity                                                     | 2015; ed. riveduta, 2019 |
| 89  | Margaret Walsh | Sherlock Holmes: i delitti della notte                            | gennaio 2022   | Sherlock Holmes and the Molly Boy Murders                                                  | 2019                     |
| 90  | Denis O. Smith | Sherlock Holmes: l'enigma di Foxwood Grange                       | febbraio 2022  | The Riddle of Foxwood Grange: A Sherlock Holmes Mistery                                    | 2016                     |
| 91  | John Sutton | Sherlock Holmes: la nazione è in pericolo                         | marzo 2022     | Upon a Nation's Honour: A Sherlock Holmes Adventure                                        | 2018                     |
| 92  | Tim Symonds | Sherlock Holmes: la morte a Scotney Castle                        | aprile 2022    | Sherlock Holmes and the Dead Boer at Scotney Castle                                        | 2012, II° ed. 2015       |
| 93  | Gretchen Altabef | Sherlock Holmes: la casa del male                                 | maggio 2022    | These Scattered Houses                                                                     | 2019                     |
| 94  | Paul D. Gilbert | Sherlock Holmes: partita a quattro                                | giugno 2022    | Sherlock Holmes: The Four-Handed Game                                                      | 2017                     |
| 95  | Enzo Verrengia | Sherlock Holmes e la formula di Hyde                              | luglio 2022    |                                                                                            |                          |
| 96  | Margaret Walsh | Sherlock Holmes: i delitti del porto di Londra                    | agosto 2022    | Sherlock Holmes and the Case of the London Dock Deaths                                     | 2021                     |
| 97  | Petr Macek | Sherlock Holmes: l'ombra del Golem                                | settembre 2022 | Golem's Shadow: The Fall of Sherlock Holmes                                                | 2015                     |
| 98  | Christopher James | Sherlock Holmes: i baroni della birra                             | ottobre 2022   | Sherlock Holmes and the Adventure of the Beer Barons                                       | 2020                     |
| 99  | Daniel D. Victor | Sherlock Holmes: assassinio a Cloverwood House                    | novembre 2022  | The Astounding Murder at Cloverwood House                                                  | 2020                     |
| 100 | Paul D. Gilbert | Sherlock Holmes: la rivelazione finale                            | dicembre 2022  | The Illumination of Sherlock Holmes                                                        | 2021                     |

|  | I 100 successivi: Il Giallo Mondadori Sherlock dal 101 al 200 |